# Saint Antoine l'Abbaye
Saint Antoine l'Abbaye es una comuna nueva francesa situada en el departamento de Isère, de la región de Auvernia-Ródano-Alpes.

## Historia
Fue creada el 1 de enero de 2016, en aplicación de una resolución del prefecto de Isère de 30 de septiembre de 2015 con la unión de las comunas de Dionay y Saint-Antoine-l'Abbaye, pasando a estar el ayuntamiento en la antigua comuna de Saint-Antoine-l'Abbaye.

## Demografía
| Gráfica de evolución demográfica de Saint-Antoine-l'Abbaye entre 1800 y 2013 |
|                                                                              |

Los datos entre 1800 y 2013 son el resultado de sumar los parciales de las dos comunas que forman la nueva comuna de Saint Antoine l'Abbaye, cuyos datos se han cogido de 1800 a 1999, para las comunas de Dionay y Saint-Antoine-l'Abbaye de la página francesa EHESS/Cassini. Los demás datos se han cogido de la página del INSEE.

## Composición
| Comuna                 | Código INSEE | Población (2013) | Superficie (km²) | Densidad (hab./km²) |
| ---------------------- | ------------ | ---------------- | ---------------- | ------------------- |
| Dionay                 | 38145        | 119              | 14.01            | 8                   |
| Saint-Antoine-l'Abbaye | 38359        | 1053             | 36.22            | 29                  |